# Agung Jaya (Bayung Lencir)
Agung Jaya is een bestuurslaag in het regentschap Musi Banyuasin van de provincie Zuid-Sumatra, Indonesië. Agung Jaya telt 802 inwoners (volkstelling 2010).